# Thanet
Thanet es un distrito no metropolitano de Kent, condado de Inglaterra, que fue formado bajo la Ley de Gobierno Local de 1972 a partir del 1 de abril de 1974. Ocupa el área conocida como la "isla de Thanet" y es gobernada por el Consejo del distrito de Thanet. Los pueblos más importantes en el distrito son Margate, Ramsgate y Broadstairs. 
El distrito está localizado en la punta noreste de Kent y es predominantemente costero, con un litoral por el norte, este y sur. El distrito está limitado por el distrito de la ciudad de Canterbury al oeste y el distrito de Dover por el sur.
Charles y Catherine Dickens alquilaron el Bleak House, en Broadstairs, cada verano, especialmente desde 1837 hasta 1851.

## Geografía
Según la Oficina Nacional de Estadística británica, Thanet tiene una superficie de 103,3 km².

## Demografía
Según el censo de 2001, Thanet tenía 126 702 habitantes (47,32% varones, 52,68% mujeres) y una densidad de población de 1226,54 hab/km². El 20,15% eran menores de 16 años, el 68,42% tenían entre 16 y 74 y el 11,43% eran mayores de 74. La media de edad era de 41,68 años. 
La mayor parte (94,93%) eran originarios del Reino Unido. El resto de países europeos englobaban al 2,46% de la población, mientras que el 0,63% había nacido en África, el 1,26% en Asia, el 0,35% en América del Norte, el 0,08% en América del Sur, el 0,22% en Oceanía y el 0,07% en cualquier otro lugar. Según su grupo étnico, el 97,69% de los habitantes eran blancos, el 0,84% mestizos, el 0,62% asiáticos, el 0,34% negros, el 0,29% chinos y el 0,22% de cualquier otro. El cristianismo era profesado por el 73,58%, el budismo por el 0,27%, el hinduismo por el 0,19%, el judaísmo por el 0,24%, el islam por el 0,49%, el sijismo por el 0,07% y cualquier otra religión por el 0,33%. El 15,86% no eran religiosos y el 8,97% no marcaron ninguna opción en el censo.
El 41,24% de los habitantes estaban solteros, el 39,11% casados, el 2,27% separados, el 8,49% divorciados y el 8,88% viudos. Había 55 228 hogares con residentes, de los cuales el 33,82% estaban habitados por una sola persona, el 11,6% por padres solteros con o sin hijos dependientes, el 52,48% por parejas (43,64% casadas, 8,84% sin casar) con o sin hijos dependientes, y el 2,09% por múltiples personas. Además, había 3160 hogares sin ocupar y 912 eran alojamientos vacacionales o segundas residencias.	